# 德維爾斯角

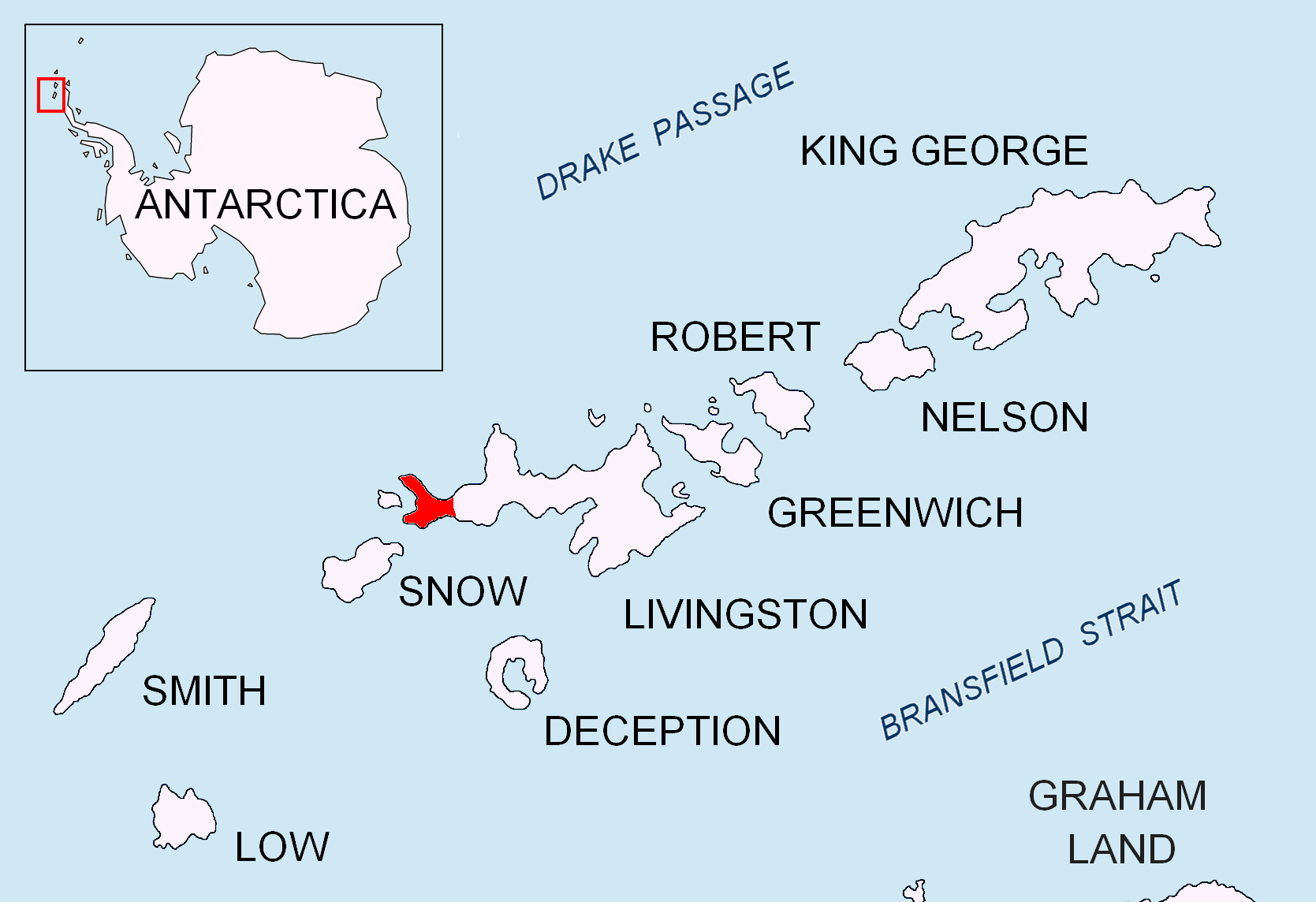

德維爾斯角（英語：Devils Point）是南極洲的海岬，位於南設得蘭群島中利文斯頓島的拜爾斯半島西南端，處於普雷錫登特角以北6.22公里、本森角東南面6.33公里、象角以北16.8公里。

## 外部連結
- SCAR Composite Antarctic Gazetteer（页面存档备份，存于）.

62°40′15.9″S 61°10′57.3″W / 62.671083°S 61.182583°W